# Hecken (Solingen)
Hecken ist eine Wüstung im Solinger Stadtteil Mitte. Der nordrhein-westfälische Ort wurde zu Beginn der 1980er Jahre von der Viehbachtalstraße überbaut.

## Geographie
Hecken liegt im äußersten Norden von Solingen-Mitte etwas südlich des Lochbachs, der südlich von Wald durch das gleichnamige Tal fließt und bei Ohligs in die Itter mündet. Der Ort befand sich an der Stelle, an der heute die Viehbachtalstraße an den Frankfurter Damm angebunden ist. Unmittelbar südlich grenzte Untenscheidt an den Ort. Auf einem Höhenzug im Süden befinden sich ferner das Müllheizkraftwerk Solingen und der Busbetriebshof der Stadtwerke Solingen. Im Osten liegen Lehn, Dültgenstal und Eigen. Im Norden befinden sich das Städtische Klinikum und Herberg.

## Etymologie
Die Ortsbezeichnung Hecken kommt im Bergischen Land mehrfach vor, so etwa auch in Hecken (Bergisch Gladbach). Der Name deutet vielleicht auf einen Niederwald oder Strauchwerk hin, in dessen Umgebung der ursprüngliche Hof einst entstand.

## Geschichte
Hecken ist in Form einer bergischen Hofschaft seit dem Jahre 1500 nachweisbar. Im Jahre 1715 ist der Ort in der Karte Topographia Ducatus Montani, Blatt Amt Solingen, von Erich Philipp Ploennies mit einer Hofstelle verzeichnet und bereits als Hecken benannt. Er gehörte zur Honschaft Scheid innerhalb des bergischen Amtes Solingen. Die Topographische Aufnahme der Rheinlande von 1824 verzeichnet den Ort als zur Hecken und die Preußische Uraufnahme von 1844 als Zur Hecken. In der Topographischen Karte des Regierungsbezirks Düsseldorf von 1871 ist der Ort als Hecken verzeichnet.
Nach Gründung der Mairien und späteren Bürgermeistereien Anfang des 19. Jahrhunderts gehörte Hecken zur Bürgermeisterei Wald, dort lag er in der Flur III. (Scheid). 1815/16 lebten 45, im Jahr 1830 51 Menschen im als Weiler bezeichneten zur Hecken. 1832 war der Ort Teil der Zweiten Dorfhonschaft innerhalb der Bürgermeisterei Wald. Der nach der Statistik und Topographie des Regierungsbezirks Düsseldorf als Hofstadt kategorisierte Ort besaß zu dieser Zeit ein öffentliches Gebäude, 16 Wohnhäuser und fünf landwirtschaftliche Gebäude. Zu dieser Zeit lebten 107 Einwohner im Ort, davon 16 katholischen und 91 evangelischen Bekenntnisses. Die Gemeinde- und Gutbezirksstatistik der Rheinprovinz führt den Ort 1871 mit 28 Wohnhäusern und 169 Einwohnern auf. Im Gemeindelexikon für die Provinz Rheinland von 1888 werden für Hecken 29 Wohnhäuser mit 176 Einwohnern angegeben. 1895 besitzt der Ortsteil 32 Wohnhäuser mit 220 Einwohnern, 1905 werden 29 Wohnhäuser und 190 Einwohner angegeben.
Mit der Städtevereinigung zu Groß-Solingen im Jahre 1929 wurde Hecken ein Ortsteil Solingens. Die Bauarbeiten am Frankfurter Damm als Umgehungsstraße zwischen Mitte und Wald an der Hofschaft vorbei begannen im Jahre 1934 als Notstandsprojekt zur Bekämpfung der Arbeitslosigkeit in Solingen, wurden aber vorerst nicht vollendet. Erst in der Nachkriegszeit griff man das Straßenbauprojekt wieder auf, der Frankfurter Damm wurde in seinem heutigen Ausmaß fertiggestellt und am 11. Februar 1967 offiziell eingeweiht.

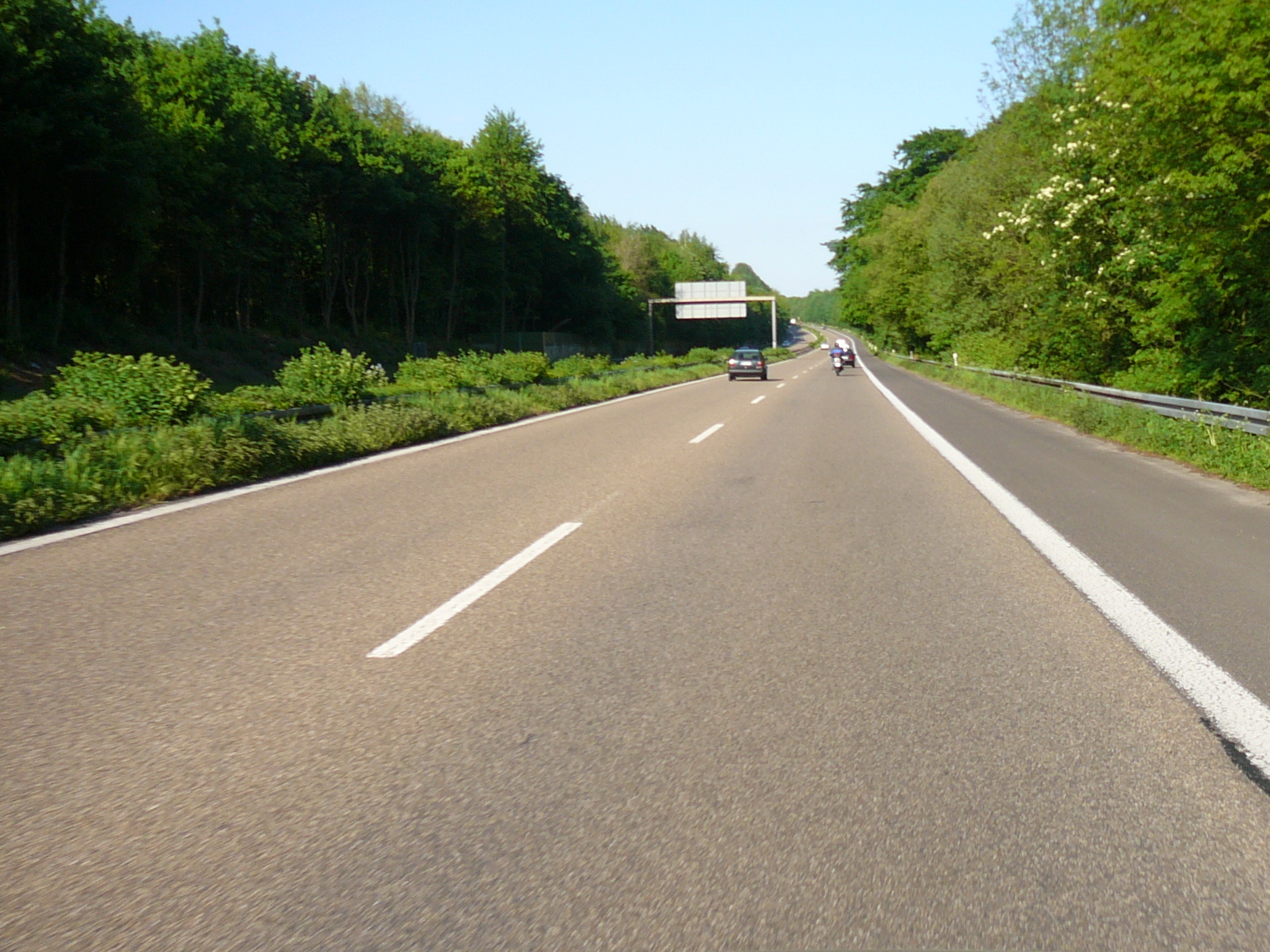
Viehbachtalstraße

Als einer der wenigen tatsächlich realisierten Abschnitte der geplanten Autobahn 54 entstand am Ende der 1970er Jahre auf dem Teilstück An der Gemarke bis Mangenberg eine vierspurige Kraftfahrstraße durch das Viehbachtal. Dieses Teilstück der als L 141n gewidmeten Viehbachtalstraße wurde am 31. August 1979 dem Verkehr übergeben. Nach zahlreichen Anwohnerbeschwerden über zu viel Lärm wurden im Folgejahr einige Maßnahmen für einen verbesserten Lärmschutz eingeleitet. Der Weiterbau der Viehbachtalstraße zwischen Mangenberg und dem Frankfurter Damm erfolgte bis 1981.:55 Dabei sollte der Straßenverlauf des letzten Teilstücks mitten durch Hecken verlaufen. Die Gebäude der Hofschaft wurden darum vollständig abgerissen, an ihrer Stelle wurde eine Fußgängerunterführung unter der Viehbachtalstraße angelegt, die die zertrennten Hälften der Richard-Wagner-Straße wieder verband. Außer der ebenso abgeschnittenen Heckener Straße weist heute noch die Bushaltestelle Hecken der Stadtwerke Solingen (Linie 690) am Frankfurter Damm auf die einstige Hofschaft hin.